# Katechizm (masoneria)
Katechizm – instrukcja masońska, wyjaśniająca podstawowe zasady, rytuały i symbole przynależne dla danego stopnia wtajemniczenia.
Wiedza, która powinien znać każdy „oświecony mason”, była przekazywana ustnie, w postaci instrukcji dla każdego stopnia wtajemniczenia. Przed osiągnięciem kolejnego stopnia należało wpierw posiąść dokładnie wiedzę przynależną bieżącemu stopniowi (zasada ta była często lekceważona). Nie istnieje wszakże jeden, powszechnie uznany katechizm dla całej masonerii – raczej każda loża miała swoją tradycję, przekazywaną ustnie w formie „katechez” (wykładów), obejmującą masońską wiedzę ezoteryczną.
W 1924 William Harvey opublikował Harvey’s Manual of Freemasonry, z instrukcjami dla poszczególnych stopni wtajemniczenia i katechizmami dla nich. Ten sam autor podaje przykład katechizmu, w postaci pytań i odpowiedzi. Inny przykład, w podobnej formie, zaczerpnięty z publikacji wydanej w 1724 roku cytuje Albert Gallating Mackey. Z kolei czasopismo „The Masonic Chronicler” wydało w 1910 zbiór przepisów dotyczących organizacji i przepisów lóż, także w postaci pytań i odpowiedzi, zatytułowany The Masonic chronicler catechism.